# Suriname nos Jogos Olímpicos de Verão de 1988
O Suriname participou dos Jogos Olímpicos de Verão de 1988 em Seul, na Coreia do Sul. Conquistou uma medalha de ouro, nenhuma de prata e nenhuma de bronze, somando uma no total. Foi a sexta participação do país em Jogos Olímpicos de Verão.